# ウィネベーゴ郡 (イリノイ州)
ウィネベーゴ郡（英: Winnebago County）は、アメリカ合衆国イリノイ州の北部に位置する郡である。人口は28万5350人（2020年）。郡庁所在地はロックフォードであり、同郡で人口最大の都市である。
ウィネベーゴ郡は東隣のブーン郡と共にロックフォード都市圏を構成している。

## 歴史
ウィネベーゴ郡は1836年にジョーデイビース郡とラサール郡の一部を合わせて設立された。ウィネベーゴ族インディアンから郡名が採られた。

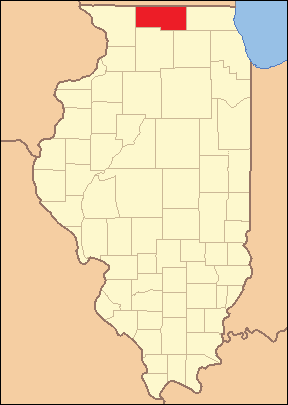
1836年に設立された時の郡領域
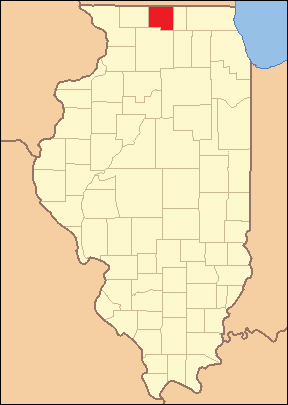
1837年にスティーブンソン郡とブーン郡が設立され、減らされた郡領域

フー・ファイターズのボーカルを務めるデイヴ・グロールは、1992年にリリースしたソロ・アルバム「ポケットウォッチ」に、「ウィネベーゴ」と題する曲を入れた。

## 地理
アメリカ合衆国国勢調査局に拠れば、郡域全面積は519.25平方マイル (1,344.9 km2)であり、このうち陸地513.36平方マイル (1,329.6 km2)、水域は5.89平方マイル (15.3 km2)で水域率は1.13%である。

### 主要高規格道路
- 州間高速道路39号線
- 州間高速道路90号線
- アメリカ国道20号線
- アメリカ国道51号線
- イリノイ州道2号線
- イリノイ州道75号線
- イリノイ州道173号線
- イリノイ州道251号線

### 隣接する郡
- ロック郡 (ウィスコンシン州) - 北
- ブーン郡 - 東
- デカルブ郡 - 南東
- オーグル郡 - 南
- スティーブンソン郡 - 西
- グリーン郡 (ウィスコンシン州) - 北西

## 気候と気象
近年、郡庁所在地であるロックフォード市の平均気温は1月の11°F (-12 ℃) から7月の83°F (28 ℃) まで変化している。過去最低気温は1982年1月に記録された-27°F (-33 ℃) であり、過去最高気温は1936年7月に記録された112°F (44 ℃) である。月間降水量は2月の1.34インチ (34 mm) から6月の4.80インチ (122 mm) まで変化している。

## 人口動態
以下は2000年国勢調査による人口統計データである。
| 基礎データ - 人口: 296,266人 - 世帯数: 111,765 世帯 - 家族数: 76,372 家族 - 人口密度: 209人/km2（542人/mi2） - 住居数: 114,404軒 - 住居密度: 86軒/km2（223軒/mi2） 人種別人口構成 - 白人: 77.51% - アフリカン・アメリカン: 12.2% - ネイティブ・アメリカン: 0.4% - アジア人: 2.5% - 太平洋諸島系: 0.04% - その他の人種: 3.11% - 混血: 2.86% - ヒスパニック・ラテン系: 10.90% 先祖による構成 - ドイツ系：20.8% - スウェーデン系：9.2% - アイルランド系：8.9% - イタリア系：7.3% - イギリス系：6.6% - アメリカ人：6.1% 言語による構成 - 英語：95.7% - スペイン語：1.6% - モン語：1.5% | 年齢別人口構成 - 18歳未満: 26.4% - 18-24歳: 8.4% - 25-44歳: 29.8% - 45-64歳: 22.7% - 65歳以上: 12.7% - 年齢の中央値: 36歳 - 性比（女性100人あたり男性の人口） - 総人口: 95.8 - 18歳以上: 92.6 世帯と家族（対世帯数） - 18歳未満の子供がいる: 32.9% - 結婚・同居している夫婦: 52.3% - 未婚・離婚・死別女性が世帯主: 11.8% - 非家族世帯: 31.8% - 単身世帯: 26.3% - 65歳以上の老人1人暮らし: 9.6% - 平均構成人数 - 世帯: 2.53人 - 家族: 3.06人 収入と家計 - 収入の中央値 - 世帯: 43,886米ドル - 家族: 52,456米ドル - 性別 - 男性: 40,289米ドル - 女性: 25,942米ドル - 人口1人あたり収入: 21,194米ドル - 貧困線以下 - 対人口: 9.6% - 対家族数: 6.9% - 18歳未満: 12.9% - 65歳以上: 6.8% |

## 郡政府
ウィネベーゴ郡政府は14の選挙区から各2人が選ばれる28人の委員で構成される郡政委員会で運営されている。

## 郡区
ウィネベーゴ郡は下記14つの郡区に分割されている。
| - バーリット - チェリーバレー - デュランド - ハーレム - ハリソン | - ラオナ - オーウェン - ペカトニカ - ロックフォード - ロックトン | - ロスコー - スワード - シャーランド - ウィネベーゴ |

## 都市と町
| - ロックフォード - 郡庁所在地 - ラブズパーク - アーガイル - チェリーバレー - デュランド - ハリソン - レイクサマセット - マチェスニー - ニューミルフォード | - ペカトニカ - ロックトン - ロスコー - スワード - シャーランド - サウスベロイト - ウィネベーゴ |